# Metroeconomica
Metroeconomica ist eine wissenschaftliche Fachzeitschrift mit Peer-Review-Verfahren, die von John Wiley & Sons herausgegeben wird. Sie erscheint mit vier Ausgaben jährlich. Laut Eigenbeschreibung bietet es ein Forum zur Diskussion der Rolle von sozialen Institutionen, technischem Wandel, Einkommensverteilung und Verhaltensökonomik. Die Herausgeber sind Heinz D. Kurz und Neri Salvadori.

## Geschichte
Metroeconomica wurde 1949 von Eraldo Fossati gegründet nach einem Treffen der Econometric Society in Den Haag. Zunächst wurde eine Ausgabe jährlich von Licinio Cappelli in Bologna verlegt. Das erste Editorial erschien auf Englisch, Französisch und Italienisch. Ab 1992 wurde die Zeitschrift von Blackwell in Oxford verlegt, inzwischen dreimal jährlich. Seit 1997 wird sie von John Wiley & Sons verlegt, seit 2000 mit vier Ausgaben pro Jahr.

## Rezeption
Im Jahr 2018 wird der Impact Factor mit 0.475 angegeben. Eine Studie der französischen Ökonomen Pierre-Phillippe Combes und Laurent Linnemer sortiert das Journal mit Rang 264 von 600 wirtschaftswissenschaftlichen Zeitschriften mit C in die fünfte von sechs Kategorien ein. Im Ranking des Handelsblattes befand sich die Zeitschrift 2013 und 2015 in der zweitniedrigsten Kategorie.